# Книга пророка Исаии
Книга пророка Исаии (ивр. ספר ישעיהו‎) — книга, входящая в состав Танаха («еврейской Библии») и Ветхого Завета. В Танахе находится в разделе Невиим (Пророки). Авторство традиционно приписывается еврейскому пророку Исаие. В книге приводится ряд дат выступлений пророка, в связи с чем его деятельность датируют между 733—701 годами до н. э.

## Краткое содержание
Состоит из отдельных речей Исаии, сгруппированных не в строго хронологическом, а в систематическом порядке. Первая часть книги (главы 1—39) имеет характер обличительный, вторая (главы 40—66) — утешения израильскому народу в виду ожидающего его вавилонского плена.

## Авторство
Авторство «Книги пророка Исаии» традиционно приписывается еврейскому пророку Исаиe.
Несмотря на то, что широко распространено мнение, что книга пророка Исаии написана им, в либеральном христианстве, позаимствовашем впоследствии книгу из иудаизма есть версии, что пророк не написал всю книгу. Там признано деление книги на три раздела, созданных как минимум тремя разными авторами, хотя даже не все библеисты были с этим согласны.
Автора глав 1—39 именуют Перво-Исаией (пророк Исаия, VIII век до н. э.), автора глав 40—55 условно именуют Второ-Исайей (также Девтероисаия, или Второ-Йешайаху), поскольку в тексте явно упомянут Кир Великий, живший в VI веке до н. э. Автора глав 56—66 — Третье-Исайей (также Тритоисаия, или Третье-Йешайаху). Текст Второ-Исайи датируется около 540 годом до н. э., а Третье-Исайи — 538—450 годами до н. э.
Священномученик Фаддей (Успенский) в 1901 году в качестве аргументов в пользу одного автора книги приводил, что книга написана одним тоном, имеет сходство языка (сходные образы и выражения во всей книге), единство основной мысли и постепенность в развитии мыслей или образов.

## Переводы на русский язык
- Михаил Ковсан, 2013[7]